# Kanton Langueux
Kanton Langueux (fr. Canton de Langueux) je francouzský kanton v departementu Côtes-d'Armor v regionu Bretaň. Tvoří ho čtyři obce.

## Obce kantonu
- Hillion
- Langueux
- Trégueux
- Yffiniac